# Don Backy
Don Backy, właściwie Aldo Caponi (ur. 21 sierpnia 1939 w Santa Croce sull’Arno) – włoski piosenkarz, kompozytor, aktor i pisarz, popularny zwłaszcza w latach 60.
Od początku kariery artystycznej nagrał 400 piosenek, wydał 17 albumów. Oprócz działalności piosenkarskiej opublikował 12 książek i wystąpił w 23 filmach współpracując z takimi reżyserami jak: Carlo Lizzani, Gianni Puccini, Bernardo Bertolucci, Gian Luigi Polidoro oraz aktorami: Gian Maria Volonté, Terence Hill, Franco Fabrizi, Riccardo Cucciolla, Mario Carotenuto, Ugo Tognazzi, Carla Gravina, Renzo Montagnani.

## Życiorys

### Początki
Aldo Caponi rozpoczął pracę w garbarni, w rodzinnym mieście, w międzyczasie zainteresował się malarstwem, filmem i rock and rollem. Zaczął grać na gitarze w 1956 roku, po obejrzeniu filmu Rock Around the Clock, w którym Bill Haley z zespołem Comets wykonał piosenkę „Rock Around the Clock”. Później zaczął śpiewać w lokalnych zespołach (Golden Boys, Kiss).

### Lata 60.
W 1960 roku pod pseudonimem Agaton e i Pirati nagrał swój pierwszy singiel, na którym znalazły się 2 piosenki, „Volo lontano” i „Solo con te”. Kilka miesięcy później wyjechał do Turynu, gdzie nagrał (tym razem z zespołem Golden Boys, który zmienił nazwę na Kiss), drugi singiel z piosenkami „Bil Haley rock” Alberta Senesiego i „Non arrossire” Giorgio Gabera.

#### Okres współpracy z wytwórnią Clan
W 1961 roku napisał balladę w stylu folk, „La storia di Frankie Ballan”. Nagrał kolejny singiel, który zwrócił uwagę Detto Mariano. Ten po wysłuchaniu zarekomendował nagranie Adrianowi Celentano, który w marcu 1962 roku założył własną wytwórnię fonograficzną Clan i poszukiwał dla niej nowych głosów. Celentano po początkowych wahaniach zgodził się i za pośrednictwem brata Alessandra zaprosił młodego piosenkarza do Mediolanu, angażując go do swojej wytwórni. Kilku członków Clan (w tym Ricky Gianco i Guidone) postanowiło zmienić nowemu członkowi pseudonim z Agaton na Don Backy. Z debiutancką piosenką „La storia di Frankie Ballan” Don Backy wziął udział w konkursie Cantagiro zajmując ostatecznie 7. miejsce. W nowej wytwórni nagrał kolejne single: „Fuggiasco” i „L'ombra nel sole” (1962) oraz „Ho rimasto” i „Amico” (1963). W 1963 roku wystąpił razem z Celentano (w roli dwóch braci zakonnych) w filmie muzycznym Il Monaco di Monza w reżyserii Sergio Corbucciego. Pisał także teksty do piosenek innych członków wytwórni Clan: „Tu vedrai” (dla Ricky Gianco) i „Stand by Me”, która pod włoskim „Pregherò” stała się hitem Celentano. W kolejnych latach wystąpił w kilku filmach oraz ponownie w konkursie Cantagiro.
W 1967 roku odniósł największy jak dotąd sukces prezentując na Festiwalu Piosenki Włoskiej w San Remo w parze z Johnnym Dorellim piosenkę „L'immensità”. Reżyser Oscar De Fina nakręcił wkrótce film muzyczny pod tym samym tytułem, w którym obok Don Backy’ego wystąpili także Giunj Marchesi, Elio Crovetto, Caterina Caselli, Nicola Di Bari, Riki Maiocchi, Piero Mazzarella i Liliana Petralia, która później została jego żoną. Piosenka „L'immensità” w jego autorskim wykonaniu dotarła w styczniu do 5. miejsca na włoskiej liście przebojów Hit Parade Italia, wykonaniu Johnny’ego Dorellego – do 2. miejsca (kwiecień 1967), zaś w wykonaniu Miny – do 14. (w tym samym miesiącu).
Don Backy w tym samym roku wystąpił jeszcze w dwóch filmach: Siedmiu braci Cervi Gianniego Pucciniego i Bandyci w Mediolanie Carlo Lizzaniego. Wystąpił również na Festiwalu Piosenki Neapolitańskiej z piosenką „E facimmoce”. W 1967 roku zadebiutował też jako pisarz publikując powieść Io che miro il tondo.
W 1968 roku miał uczestniczyć w Festiwalu w San Remo w parze z Milvą z autorską piosenką „Canzone”, ale Ornella Vanoni wyraziła zamiar wykonania na Festiwalu innej jego piosenki, „Casa bianca”. Don Backy nie zgodził się, ponieważ ówczesny regulamin konkursu zabraniał kompozytorowi zgłoszenia więcej niż jednej piosenki. Wytwórnia Clan uciekła się do wybiegu, polegającego na zmianie nazwisk autorów „Canzone”; usunięto nazwisko Don Backy’ego jako kompozytora umieszczając nazwisko Detto Mariano, a jego samego pozostawiając jedynie jako autora tekstu. Sprawa wywołała konflikt; Don Backy pozwał Celentano o niezapłacone jego zdaniem tantiemy autorskie, a ten z kolei nie wyraził zgody na udział Don Backy’ego w Festiwalu i piosenkę „Canzone” wykonał osobiście, w parze z Milvą. „Casa bianca”, wykonana przez Ornellę Vanoni i Marisę Sannię) zajęła 2. miejsce. 

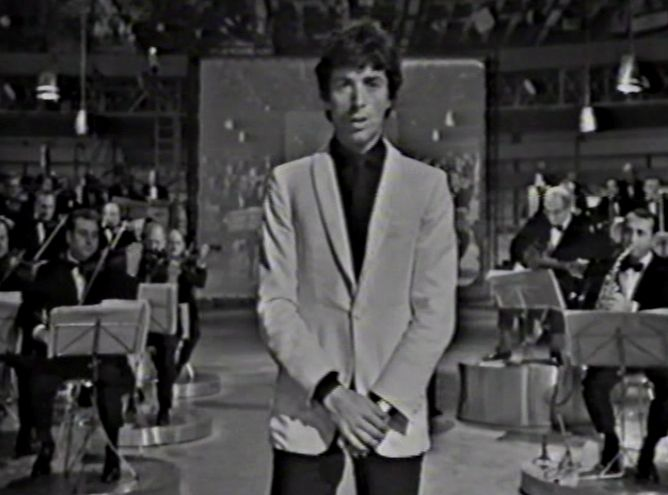
Don Backy podczas konkursu Canzonissima

W efekcie konfliktu Don Backy opuścił Clan, a jego spór z Celentano znalazł ciąg dalszy w sądzie: Celentano oskarżył go o zerwanie umowy, a Don Backy kolei pozwał Celentano o niezapłacone tantiemy z tytułu praw autorskich za okres 7 lat.

#### Własna wytwórnia
Don Backy założył własną wytwórnię, którą nazwał ironicznie Amico (z wyraźnym odniesieniem do Celentano). Jako pierwszy singiel wydał „Cancone” (na stronie A) i „Casa bianca” (na stronie B). Wytwórnia Clan wydała natomiast inną wersję piosenki, nagraną wcześniej przez Don Backy’ego; łącznie więc istniały wówczas 4 wersje utworu (wliczając wersje Celentano i Milvy), co tylko podbiło wyniki sprzedaży utworu. „Canzone” w marcu 1968 roku dotarła do 1. miejsca na włoskiej liście przebojów Hit Parade Italia. W 1969 roku artysta wystąpił w konkursie Canzonissima, oraz na Festiwalu w San Remo, gdzie w parze z Milvą zaprezentował piosenkę „Un sorriso” (zajmując 3. miejsce). Wystąpił też w kilku filmach: Satyricon (reżyseria Gian Luigi przez Polidoro), Quarta parete (Adriano Bolzoni) i Barbagia (Carlo Lizzani), do którego skomponował również muzykę.

### Lata 70.
W 1970 roku wydał kilka singli: „Giugno”/„Agosto” i „Nostalgia”/„Cronaca” oraz drugą książkę, Cielo 'O Connors & Franz il Guercio, soci a Parigi. W 1971 roku powrócił na Festiwal w San Remo z piosenką „Bianchi cristalli sereni”. W latach następnych wydawał kolejne single: „Fantasia”/„La mia anima” (1971), „Folcacchio's story”/„Una rosa, una rosa, una rosa e una rosa” (1972), „Via Marconi 44”/„Sognando fumo e Io più te”/„Zoo” (1973), „Amore non amore”/„Immaginare” (1974), opublikował też trzecią książkę, Radiografia a un pupazzo di neve. W latach 70. występował często w teatrze, telewizji oraz w filmie; wśród tych ostatnich znalazły się między innymi: Quella chiara notte d'ottobre, (reżyseria: Massimo Franciosa), E venne il giorno dei limoni neri (Camillo Bazzoni), Un doppio a metà (Gianfranco Piccioli), Una cavalla tutta nuda, (Franco Rossetti; do filmu skomponował również muzykę), Le calde notti del Decameron (Gian Paolo Callegari).
W 1974 roku napisał jedną ze swych najsłynniejszych piosenek, „Sognando”, która odniosła duży sukces również w wykonaniu Miny; Mina w 1975 roku nagrała też inną jego piosenkę, „Nuda” (której tekst został ocenzurowany). 
W 1975 roku zrealizował Sognando, komedię muzyczną opartą na komiksach, opublikował kilka powieści, poświęcił się grafice. Zamknął wytwórnię Amico i podpisał umowę z wytwórnią CGD (w której pozostawał przez dwa lata), po czym przeniósł się do włoskiej filii RCA by ostatecznie założyć nową wytwórnię, Ciliegia Bianca. 

### Lata 80.
Na początku lat 80. wydał single: „Importa niente”/„Viaggio” (1981), „Vola”/„Marco Polo” (1982), „Regina”/„Luna di Roma” (1983) oraz album Sogno (1982). 
W 1981 roku wystąpił (choć niewymieniony w czołówce) w filmie Tragedia człowieka śmiesznego Bernarda Bertolucciego.
W 1984 roku rozpoczął pracę nad komiksem Clanyricon, pomyślanym jako historia wytwórni Clan. 
W 1985 roku wydał komiks L'Inferno.

### Lata 90.
w 1993 roku wystąpił w filmie telewizyjnym Gianniego Viggiego Viaggio secondo Matteo.
W latach 1996–1998 wydał trylogię poświęconą muzyce rozrywkowej: 1° volume Rock and Roll, 2° volume: Storie di strada BEAT i 3° volume: C'era una volta il Clan. W 2000 roku wystąpił w filmie Pane e Tulipani w reżyserii Silvio Soldiniego.

### XXI wiek
W 2002 roku ukończył i opublikował projekt Clanyricon, w którym w ujęciu satyrycznym przedstawił działalność wytwórni Clan w latach 1962–1968.
W 2004 roku uczestniczył w reality show La talpa, ale został wyeliminowany w drugiej części przez Karima (Antonio Capuano).
W 2007 roku wydał książkę Questa è la storia... (1955/1969) Memorie di un juke box, zaplanowaną jako część pierwsza serii poświęconej jego własnej artystycznej przeszłości, zawierającą 1600 zdjęć i dokumentów archiwalnych. Część druga, Storia di altre storie... (1970/1980) Memorie di un juke box ukazała się w 2009 roku, a trzecia, Storia di altre Strade (1980/1989) Memorie di un Juke Box w 2011 roku. Część czwarta, Le Mille in una Storia.” (1990/1999) Memorie di un Juke Box, została wydana w 2012 roku, a ostatnia, piąta, Tutto quanto si fa storia, w 2014.

## Życie prywatne
Żonaty od 1968 roku z Lilianą Petruvią, z którą ma syna Emiliana (ur. 1969). Jest on producentem albumu ojca.